# Нашуа (Монтана)
Нашуа (англ. Nashua) — місто (англ. town) в США, в окрузі Веллі штату Монтана. Населення — 301 особа (2020).

## Географія
Нашуа розташована за координатами 48°8′2″ пн. ш. 106°21′27″ зх. д. / 48.13389° пн. ш. 106.35750° зх. д. (48.133783, -106.357559).  За даними Бюро перепису населення США в 2010 році місто мало площу 1,72 км², уся площа — суходіл. В 2017 році площа становила 1,83 км², уся площа — суходіл.

## Демографія
Згідно з переписом 2010 року, у місті мешкало 290 осіб у 136 домогосподарствах у складі 85 родин. Густота населення становила 169 осіб/км².  Було 183 помешкання (106/км²).
Расовий склад населення:
| - 94,5 % — білих - 2,8 % — корінних американців - 0,3 % — азіатів |

До двох чи більше рас належало 2,1 %. Частка іспаномовних становила 1,4 % від усіх жителів.
За віковим діапазоном населення розподілялося таким чином: 19,7 % — особи молодші 18 років, 58,9 % — особи у віці 18—64 років, 21,4 % — особи у віці 65 років та старші. Медіана віку мешканця становила 50,8 року. На 100 осіб жіночої статі у місті припадало 113,2 чоловіків;  на 100 жінок у віці від 18 років та старших — 115,7 чоловіків також старших 18 років.
Середній дохід на одне домашнє господарство  становив 48 582 долари США (медіана — 38 750), а середній дохід на одну сім'ю — 57 387 доларів (медіана — 53 594). За межею бідності перебувало 16,9 % осіб, у тому числі 17,4 % дітей у віці до 18 років та 8,2 % осіб у віці 65 років та старших.
Цивільне працевлаштоване населення становило 131 осіб. Основні галузі зайнятості: освіта, охорона здоров'я та соціальна допомога — 25,2 %, роздрібна торгівля — 19,8 %, транспорт — 19,1 %.